# Jacob Riis

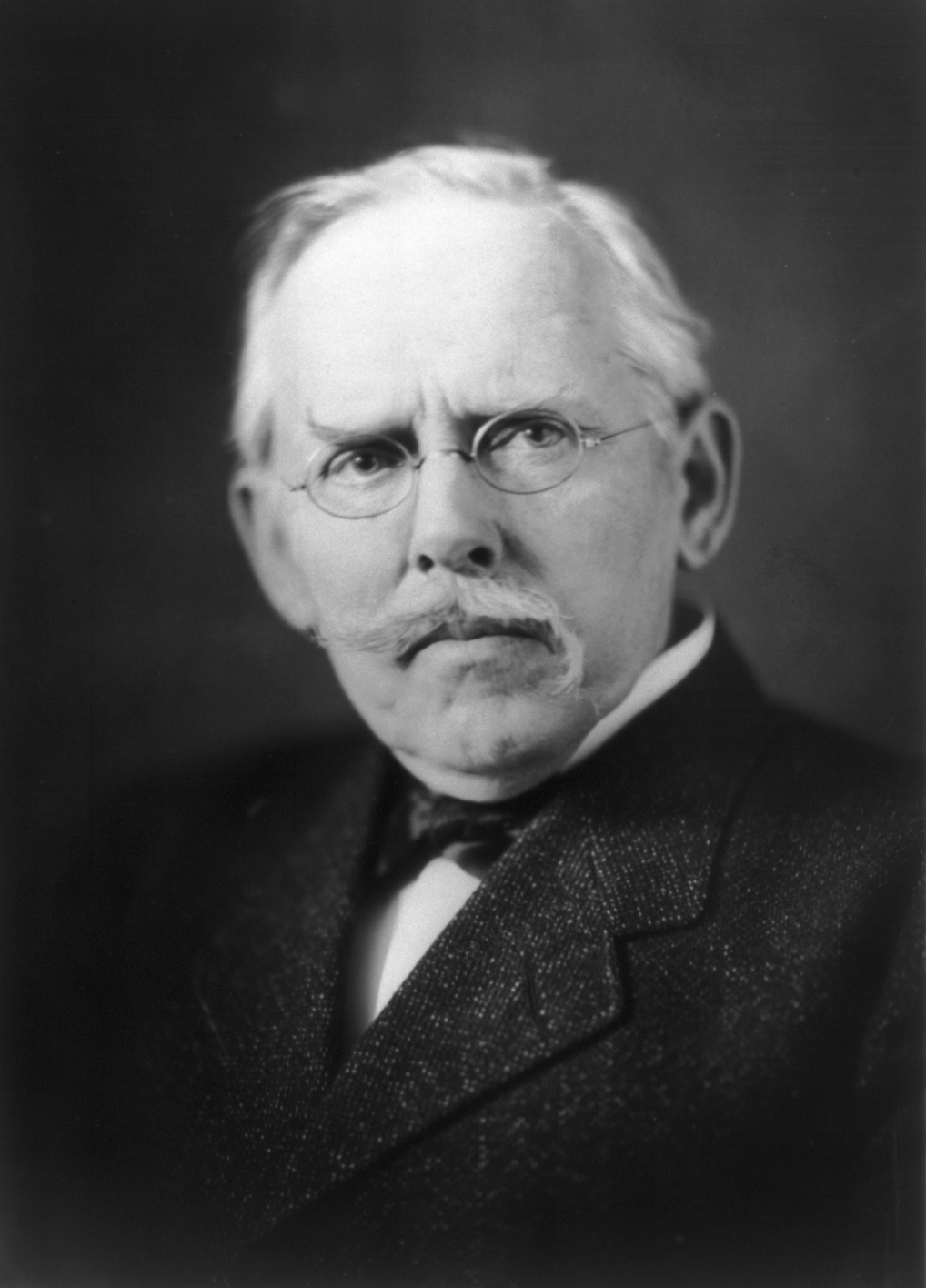
Pirie MacDonald, Jacob Riis, 1906

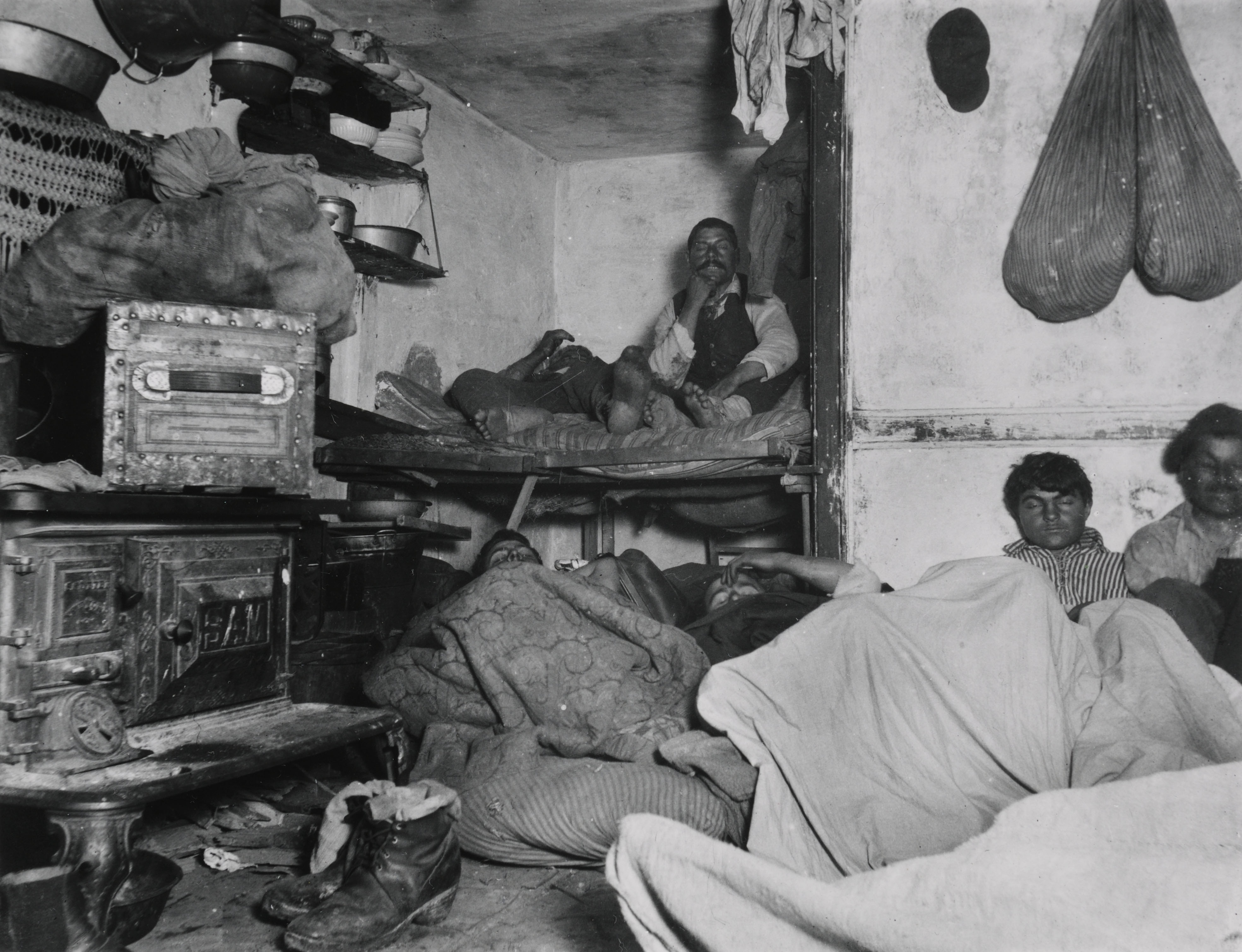
J. Riis, Mieszkanie za pięć centów przy Bayard Street, ok. 1889

Jacob August Riis (ur. 1849 w Ribe, zm. 1914) – duński dziennikarz i fotograf, działający w USA. Autor zdjęć o tematyce społecznej, dokumentujących przede wszystkim życie w nowojorskich slumsach. Pionier fotoreportażu.

## Życiorys
W 1870 Riis wyemigrował do USA. Od 1878 pracował jako reporter w "New York Tribune". Jego biuro mieściło się w gęsto zaludnionej biedotą dzielnicy Lower East Side, co pozwoliło mu na zapoznanie się z ich problemami. Z braku umiejętności rysowania, za środek mający pomóc w zapoznaniu reszty społeczeństwa z dramatyczną sytuacją nowojorskich slumsów wybrał fotografię. Początkowo współpracował z fotografami, ale ostatecznie zdecydował samodzielnie wykonywać zdjęcia. W 1888 – już jako dziennikarz "New York Sun" – zakupił zestaw składający się z aparatu w drewnianej obudowie, statywu i innych niezbędnych urządzeń. Posługiwał się również lampą błyskową. 
Riis jako fotograf był amatorem; sam zresztą nigdy się nie uważał za fotografa. Swoimi zdjęciami chciał uświadomić, w jak upokarzających warunkach mieszkali ubodzy (głównie imigranci) i zmienić obojętną postawę, jaką wobec nich przejawiano. W tym celu fotografował ludzi gnieżdżących się w skrajnych warunkach, bezdomne dzieci, włóczęgów, zrujnowane domostwa. Domagał się pomocy dla nich oraz reformy opieki zdrowotnej i prawa pracy. Swoje postulaty po raz pierwszy zaprezentował w artykule How the Other Half Lives w czasopiśmie "Scribner's" (Boże Narodzenie 1889), który jednak nie był ilustrowany jego zdjęciami, ale grafikami wykonanymi na ich podstawie (w wyniku czego zdjęcia traciły na sile przekazu i pozbawiane były wielu detali). Konieczność zamiany fotografii na grafikę powodowana była technicznymi trudnościami, jakie napotykało jeszcze wówczas reprodukowanie fotografii w prasie. W 1890 Riis wydał swoją najbardziej znaną i wpływową książkę – How the Other Half Lives. Zilustrowana była czterdziestoma planszami, z których co prawda siedemnaście było półtonowymi reprodukcjami fotografii, ale słabej jakości. Oprócz How the Other Half Lives opublikował także 14 innych pozycji, m.in. The Battle With the Slum (1902).
Fotografią Riis zajmował się do ok. 1898. W 1901 zrezygnował z pracy reportera; poświęcił się wykładaniu oraz działalności społecznej. 
Po śmierci w 1914 Riis popadł w zapomnienie, a negatywy jego zdjęć spoczywały na strychu jego domu na Long Island aż do 1945, gdy tuż przed wyburzeniem budynku ocalił je Alexander Alland. Uratowany zbiór zawierał 412 szklanych negatywów Riisa, z których ok. 250 wykonał on sam. Obecnie znajdują się one w zbiorach Museum of the City of New York (MCNY). W 1948 w MCNY zorganizowana został wystawa zdjęć, które wykonano z ocalonych negatywów – okazały się one być zupełnie inne od znanych do wcześniej słabej jakości odbitek.